# Хосокава Кацумото
Хосокава Кацумото (яп. 細川勝元, ほそかわかつもと; 1430 — 6 червня 1473) — японський державний і військовий діяч 15 століття періоду Муроматі, голова роду Хосокава, канрей сьоґунату Муроматі.

## Короткі відомості
Хосокава Кацумото народився 1430 року у самурайській родині Хосокави Мотіюкі, високопосадовця сьоґунату Муроматі. У 1442 році 13-річний хлопець став головою роду Хосокава і був призначений військовим губернатором провінцій Сеццу, Тамба, Санукі і Тоса. У 1445 році Кацумото отримав призначення на посаду сьоґунського радника канрея. Протягом 20 років він тричі обіймав цю посаду, допомагаючи сьоґуну Асіказі Йосімасі. 
Кацумото був одружений з донькою Ямани Содзена. Разом зі своїм тестем він часто втручався у міжусобиці роду Хатакеяма. Кацумото також допоміг відродити рід Акамацу, діючи спільно з головою політичного відомства сьоґунату Ісе Садатікою. 
У питанні визначення голови родів Сіба і Хатакеяма, Кацумото вступив на боці Сіби Йосітосі та Хатакеями Масанаґи, що спричинило конфлікт із тестем Яманою Содзеном, який підтримував кандидатури Сіби Йосікадо і Хатакеями Йосінарі. У 1467 році війська східної коаліції під проводом Кацумото і західної коаліції під проводом Содзена зійшлися в бою у столиці Кіото, чим розпочали затяжну Смуту Онін. Сьоґун Йосімаса підтрмував перших, але конфлікту вирішено не було. 
6 червня 1473 року Кацумото помер від хвороби, за 2 місяці після смерті свого ворога Ямади Содзена. 
Протягом свого життя Кацумото вважався майстром японської поезії, живопису, стрільби з лука. Він вивчав медицину і дзен-буддизм під проводом ченців монастиря Мьосіндзі: Ґітена Ґенсьо і Секко Сосіна. На кошти Кацумото було споруджено монастирі Рьоандзі в Кіото та Рьокодзі в Тамбі.